# Easton (Minnesota)
Pour les articles homonymes, voir Easton.
La ville d’Easton est située dans le comté de Faribault, dans l’État du Minnesota, aux États-Unis. Sa population s’élevait à 199 habitants lors du recensement de 2010, estimée à 194 habitants en 2016.